# Comboio Presidencial
Der Comboio Presidencial, auf Deutsch „Präsidenten-Zug“, ist ein portugiesischer, historischer Zug, der zwischen 1910 und 1970 ausschließlich für die Beförderung der portugiesischen Staatspräsidenten vorgesehen war. Nach einer grundlegenden Aufarbeitung zwischen 2009 und 2013 verkehrt der Zug heute für touristische Zwecke. Er befindet sich im Eigentum des portugiesischen nationalen Eisenbahnmuseums.

## Geschichte

### Inbetriebnahme und Verkehr bis 1970
Die staatlichen portugiesischen Eisenbahnen (Caminhos de Ferro Portugueses) nahmen den Sonderverkehr des Präsidentenzuges im Jahr 1910 auf, nachdem im gleichen Jahr Portugal die Monarchie abschaffte und sich zur Republik erklärte. Bereits vorher nutzen verschiedene portugiesische Könige die portugiesischen Eisenbahnen zur Beförderung innerhalb Kontinentalportugals. Den Zug nutzten nicht nur die Staatspräsidenten Portugals, sondern auch ranghohe Minister der Regierung.
Die ersten Wagen des Zuges waren ursprünglich 1890 für die königliche Familie angeschafft und wurden bis etwa 1940 in kaum veränderter Form eingesetzt. Erst im Jahr 1930 kaufte die staatliche Eisenbahn einen Salonwagen des Herstellers Linke-Hoffmann-Busch, um dem Staatspräsidenten einen höheren Komfort anzubieten. Um 1940 sollen die anderen Wagen dem Stile des Salonwagens angepasst worden sein.
Der Zug gehörte zu einem der meistgenutzten Verkehrsmittel der portugiesischen Staatspräsidenten – wie Óscar Fragoso Carmona, Craveiro Lopes und Américo Tomás. Die Fahrt galt, trotz der relativ geringen Geschwindigkeit von 100 km/h – als bequem und luxuriös. Auch ausländische Staatsgäste, wie Queen Elizabeth II. bei ihrem Staatsbesuch 1957, nutzen den Zug. Am 28. April 1957 nutzte Staatspräsident Américo Tomás  den Comboio Presidencial zur ersten Fahrt nach der Elektrifizierung auf der Vorortstrecke Lissabon–Sintra („Linha de Sintra“). Tomás nutzte den Zug beispielsweise auch, um den spanischen Diktator Francisco Franco im Dezember 1964 an der Grenze in Nordportugal zu treffen.
Üblicherweise bestand der Zugverbandes des Comboio Presidencial zwischen den 1940er Jahren und 1970 aus folgenden Wagen:
| Bezeichnung          | Funktion                                             | Baujahr     | Hersteller                                     |
| SRyf 2 (88-29 001)   | Restaurantwagen (Salão Restaurante)                  | 1890 (1940) | Désouches David & Cie, Frankreich              |
| Syf 3 (89-29 001)    | Präsidentenwagen (Salão Presidencial)                | 1890 (1941) | Désouches David & Cie, Frankreich              |
| Syf 4 (89-29 002)    | Ministerwagen (Salão dos Ministros)                  | 1890 (1940) | Désouches David & Cie, Frankreich              |
| Syf 5 (89-29 010)    | Wagen des Regierungschefs (Salão do Chefe do Estado) | 1930 / 1955 | Linke-Hofmann-Busch, Braunschweig, Deutschland |
| A7yf 704 (17 29 001) | Journalistenwagen (Salão dos Jornalistas)            | 1930        | Nicaise & Delcuve, Brügge, Belgien             |
| Dyf 408              | Transportwagen                                       | 1930        | Baume & Marpent, Hainaut, Belgien              |

1970 stellten die portugiesischen Eisenbahnen den Zug außer Dienst. Nach der Nelkenrevolution 1974 nutzen die portugiesischen Staatspräsidenten auch weiterhin die Eisenbahn, jedoch stellte die CP dafür reguläre Wagen zur Verfügung.

### Aufarbeitung 2009–2013
Anfang 2009 entschied das nationale Eisenbahnmuseum Portugal (Museu Nacional Ferroviário) in Entroncamento den Zugverband komplett aufarbeiten zu lassen. Eine derartige Aufarbeitung alter Züge war bis dato einmalig in Portugal. Die Restaurierung sollte eine Atmosphäre der 1970er Jahre schaffen. Das Museum bemühte sich um Finanzierungen von verschiedenen Stellen, unter anderem im Rahmen des Regierungsprogramms „Programa Mais Centro“ (QREN), einer Finanzierung des nationalen Tourismusverbandes sowie der Unternehmen Comboios de Portugal, Rede Ferroviária Nacional, Marsipel und Somaia. Die Kosten beliefen sich auf mindestens 1,25 Millionen Euro.
Nach knapp vier Jahren Aufarbeitung wurde der Zug am 12. Dezember 2013 der Öffentlichkeit vorgestellt. Die erneute „Einweihungsfahrt“ fand zwischen dem Lissabonner Bahnhof Santa Apolónia und Entroncamento, dem Sitz des Eisenbahnmuseums, statt. Seitdem ist der Zug im Besitz des Museums und wird im Rahmen von touristischen Aktionen und Kulturveranstaltung im gesamten portugiesischen Eisenbahnnetz genutzt. Gezogen wird der Zug meist von der im gleichen Stile gestalteten Diesellokomotive Nr. 1424 der Baureihe 1400.
2017 gewann das Museum den Preis des „weltbesten Events“ des Veranstaltungs- und Kommunikationsfestivals Beaworld.

## Bildergalerie

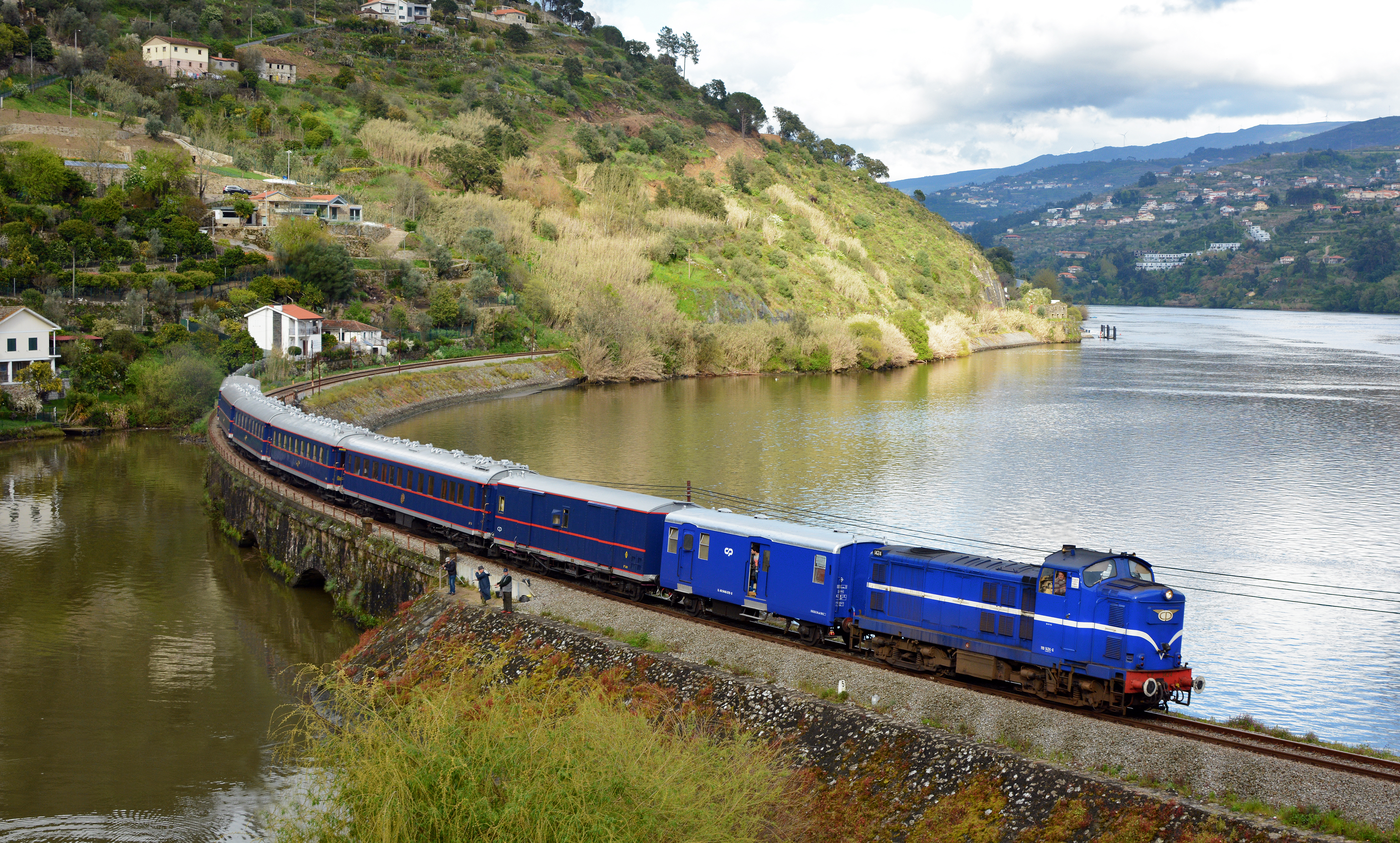
Auf der Linha do Douro bei Caldas de Aregos
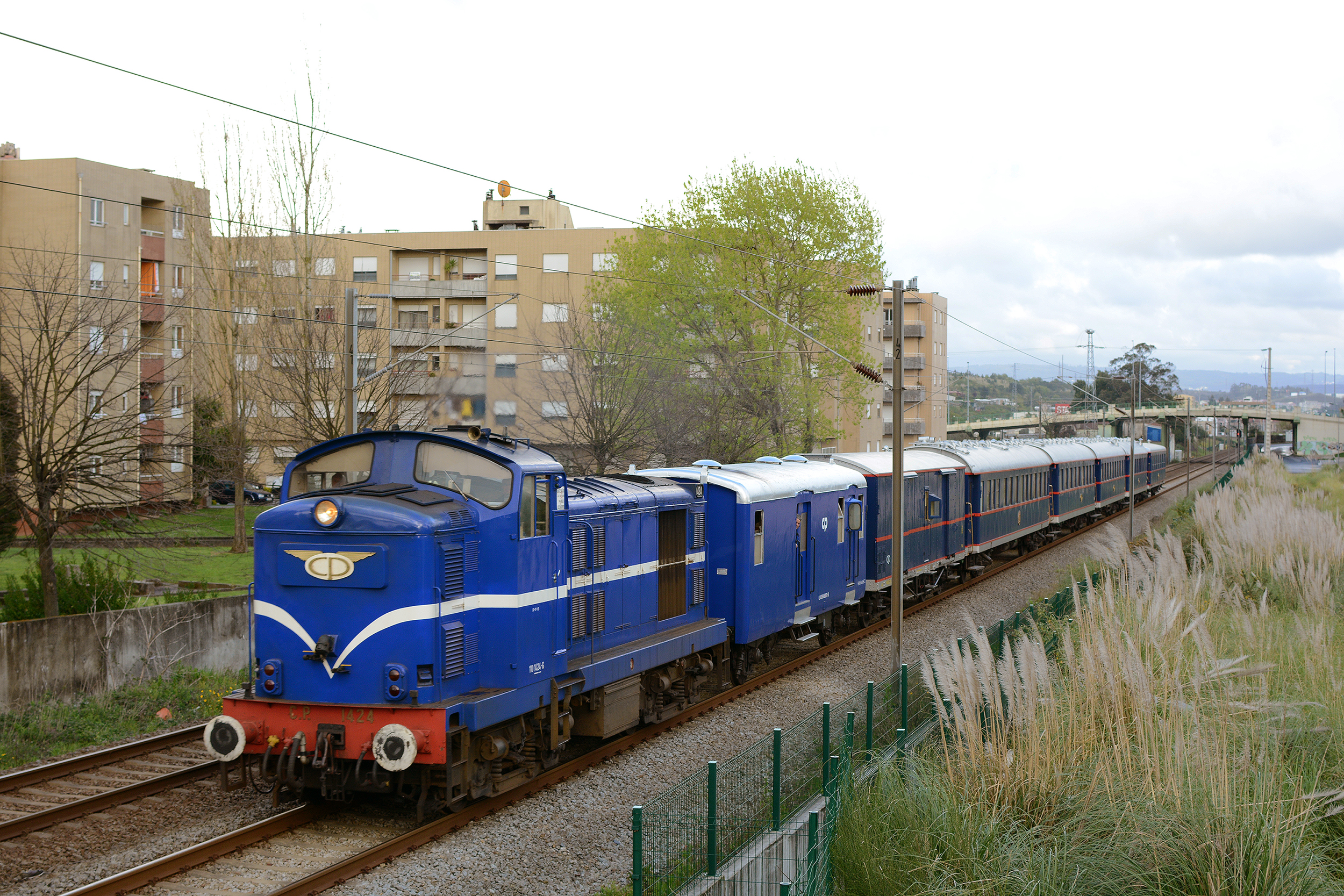
Auf der Linha do Douro
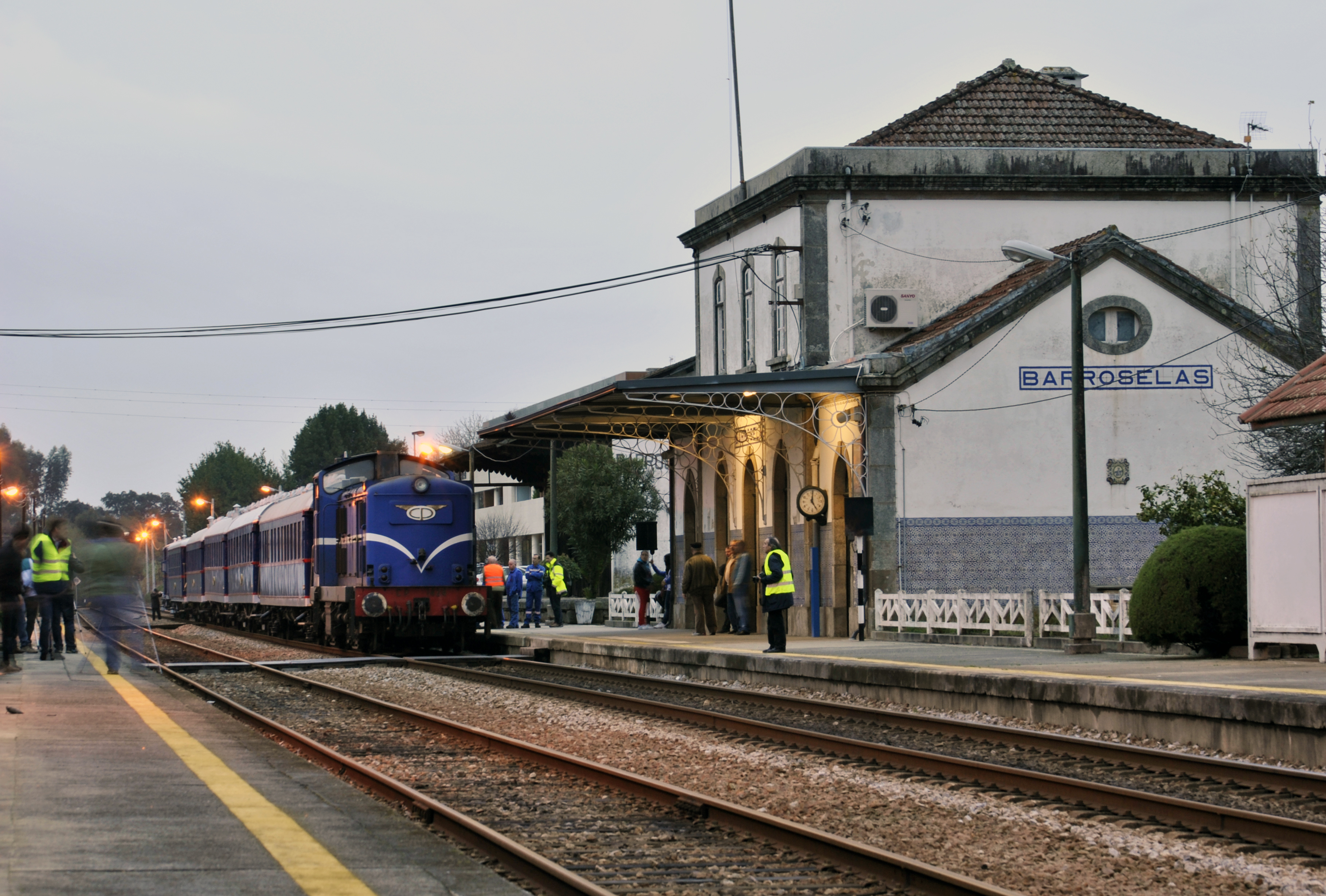
Im Bahnhof Barroselas
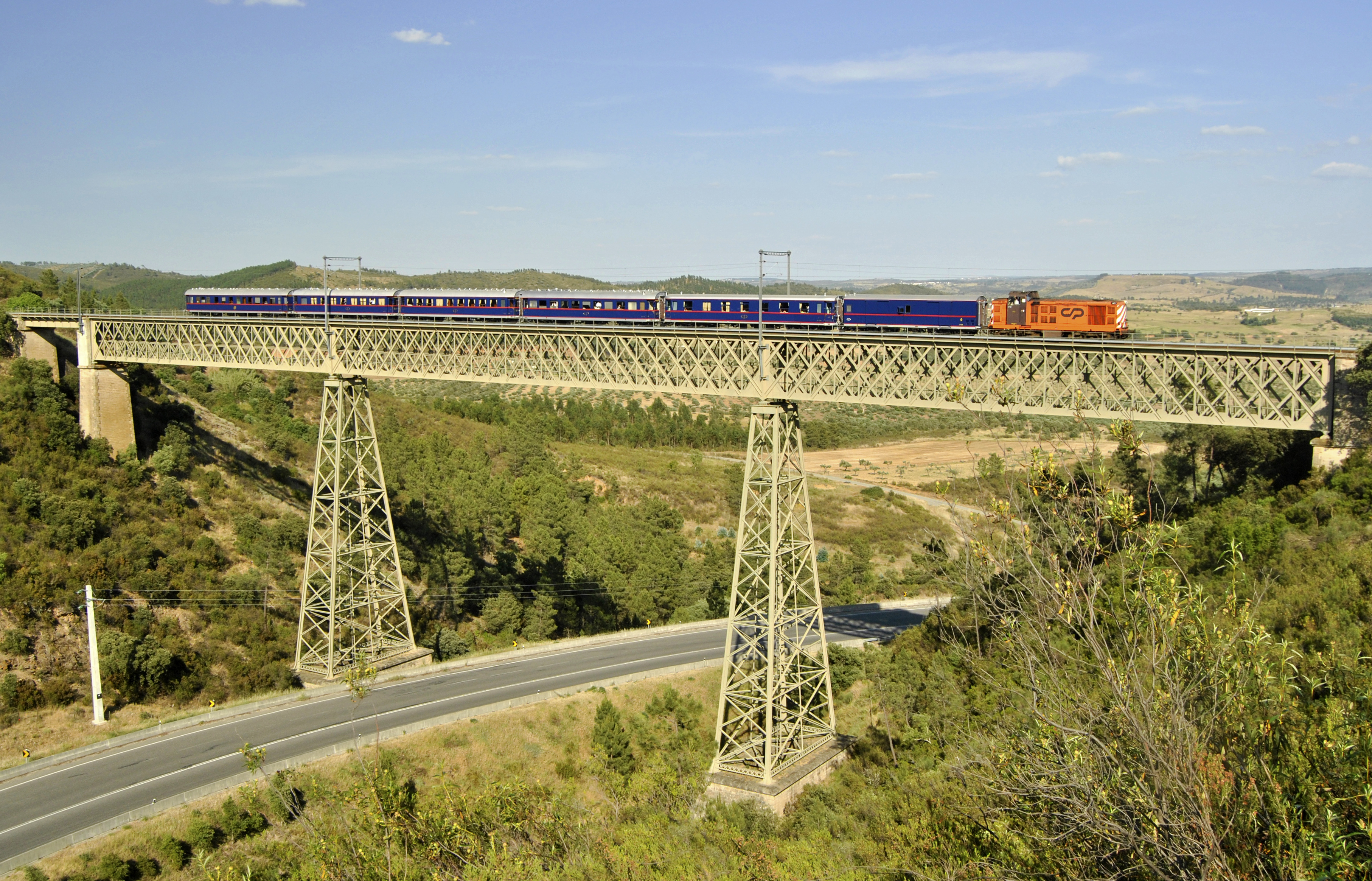
Auf der Ródão-Brücke (Linha da Beira Baixa)
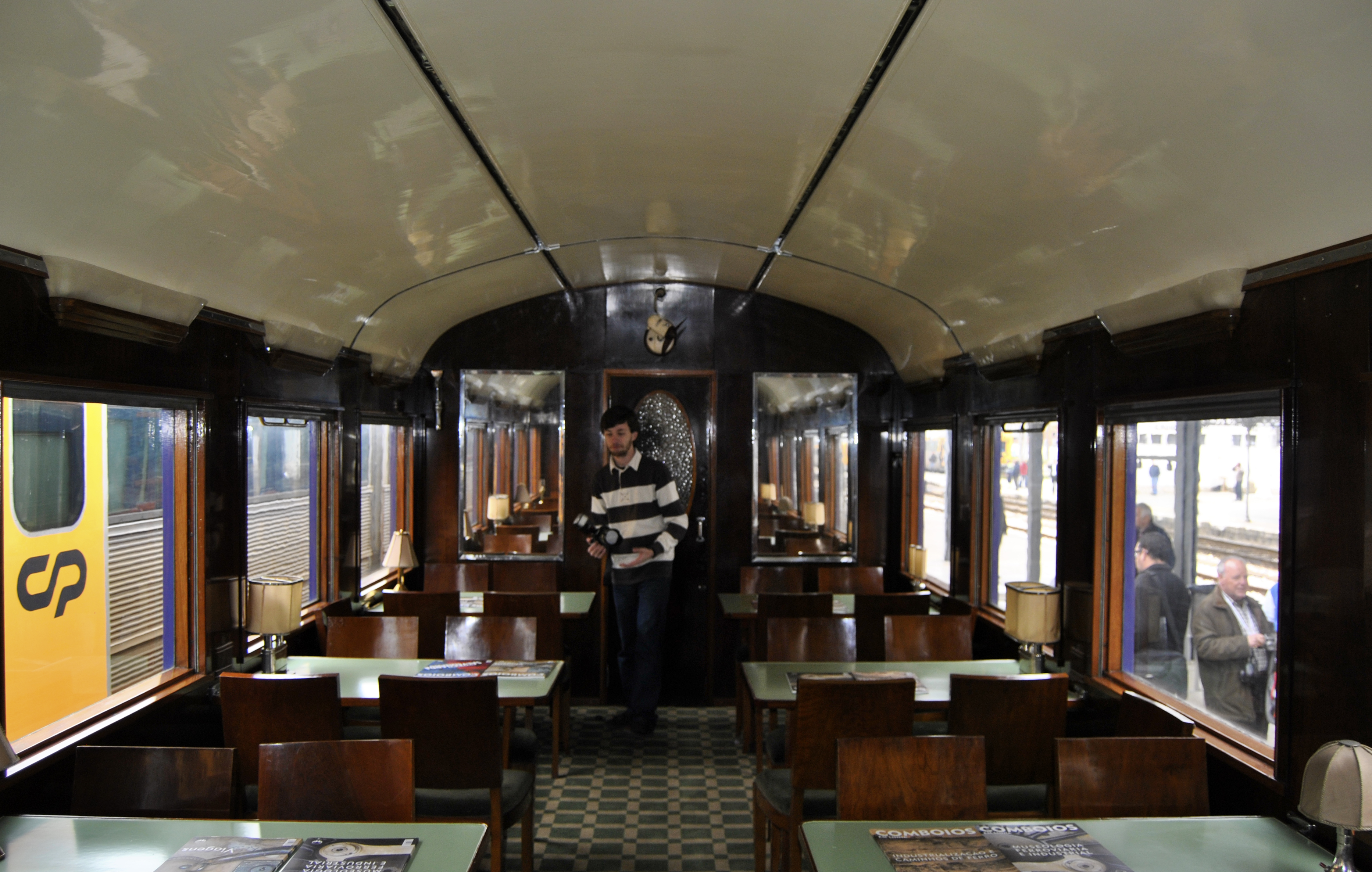
Restaurantwagen (SRyf 2)
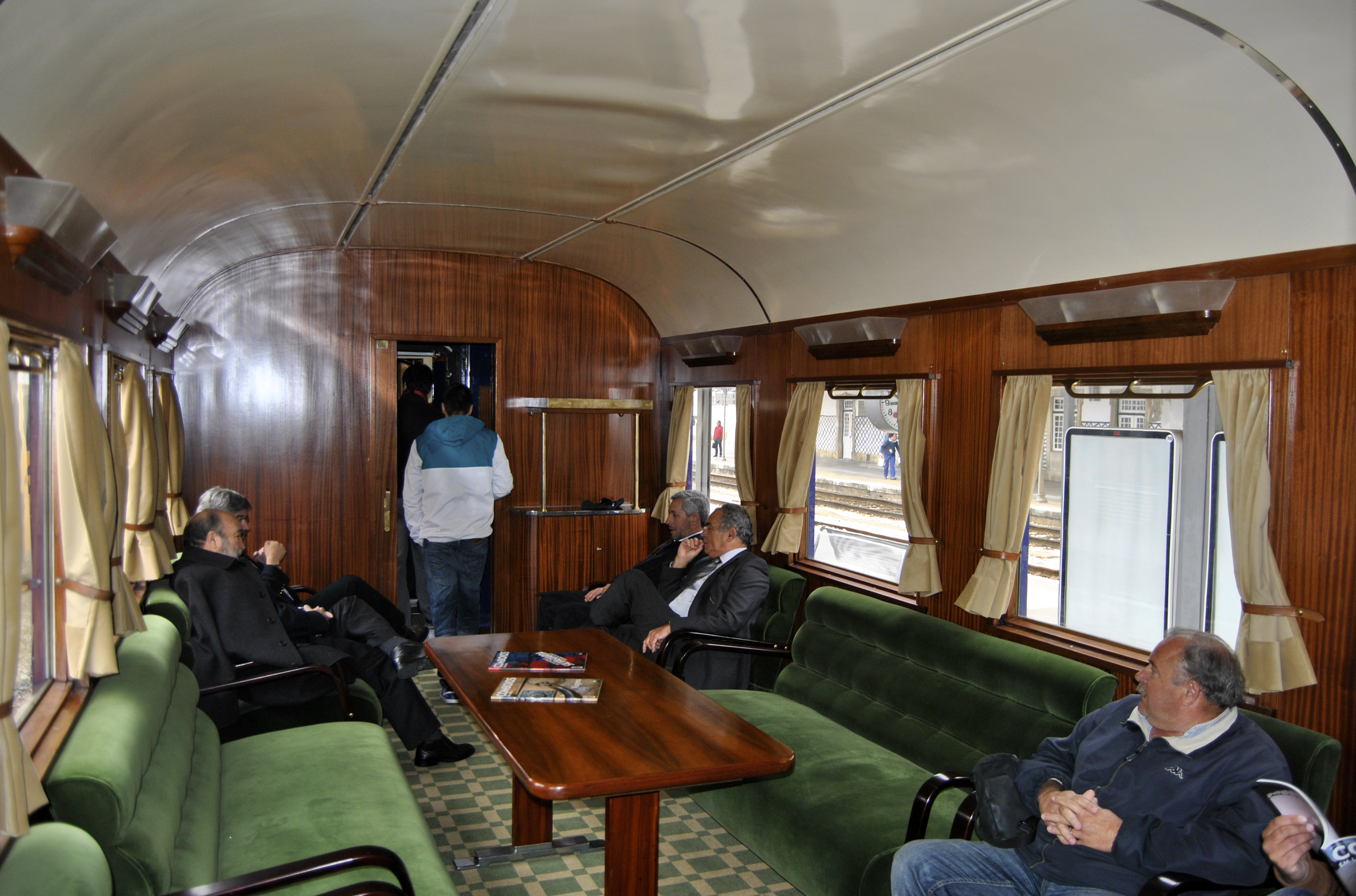
Präsidentenwagen (Syf 3)